# Meaghan Rath
Meaghan Rath (Montreal, Quebec, 18 de junio de 1986) es una actriz de cine y televisión canadiense. Actuó en la serie de televisión 15/Love y The Assistants. Aunque su fama le llegó al interpretar a Sally Malik en la serie de Syfy, Casi Humanos.

## Biografía

### Vida personal
Meaghan estudió Cine y Comunicaciones en el Dawson College. Su madre es india (y católica) y su padre es un judío nacido en Austria. Tiene un hermano menor, Jesse Rath, que también es actor.

## Filmografía
| Año  | Título                               | Rol                 | Notas                       |
| ---- | ------------------------------------ | ------------------- | --------------------------- |
| 2001 | Lost and Delirious El último suspiro | Allison's Friend #3 |                             |
| 2008 | Prom Wars: Love Is a Battlefield     | Jen L.              |                             |
| 2010 | You Are So Undead                    | Mary Margaret       | Cortometraje                |
| 2013 | Three Night Stand                    | Sue                 | También productor ejecutivo |

| Año          | Título                                   | Rol                | Notas                        |
| ------------ | ---------------------------------------- | ------------------ | ---------------------------- |
| 2004         | Fries with That?                         | Customer/Molly     | 2 episodios                  |
| 2006         | 10.5: Apocalypse                         | Rachel             | TV miniseries                |
| 2004–2006    | 15/Love                                  | Adena Stiles       | Personaje fijo               |
| 2007         | I Me Wed                                 | Tracy              | Television film              |
| 2007         | My Daughter's Secret                     | Courtney           | Television film              |
| 2007         | Heartland                                | Jen                | Episodio: "Coming Home"      |
| 2009         | Aaron Stone                              | Tatianna Caine     | 2 episodios                  |
| 2009         | The Assistants                           | Rigby Hastings     | Personaje fijo               |
| 2010–2011    | 18 to Life                               | Violet/Erin Boyd   | 2 episodios                  |
| 2011         | Cyberbully                               | Cheyenne Mortenson | Television film              |
| 2011–2014    | Being Human Casi Humanos                 | Sally Malik        | Personaje fijo               |
| 2012         | Flashpoint                               | Rebecca Vaughan    | Episodio: "Eyes In"          |
| 2014         | Kingdom                                  | Tatiana            | 3 episodios                  |
| 2015         | New Girl                                 | May                | 2 episodios                  |
| 2015         | Banshee                                  | Aimee King         | 4 episodios                  |
| 2015–present | Secrets and Lies                         | Nicole Mullen      | Personaje fijo               |
| 2015         | Motive                                   | Ella Rollins       | Episodio: "The Suicide Tree" |
| 2016         | Cooper Barrett's Guide to Surviving Life |                    | Elenco principal             |
| 2016-2020    | Hawaii 5.0                               | Tani Rey           | Elenco principal.            |